# Okey Geffin
Aaron Okey Geffin, né le 28 mai 1921 à Johannesbourg (Afrique du Sud) et décédé le 16 octobre 2004 dans la même ville, était un joueur de rugby à XV qui a joué avec l'équipe d'Afrique du Sud. Il évoluait au poste de pilier. Il est Juif.

## Carrière
Il a disputé son premier test match le 16 juillet 1949 contre l'équipe de Nouvelle-Zélande. Son dernier test match fut contre le Pays de Galles, le 22 décembre 1951.
Il jouait pour la province du Transvaal.

## Palmarès
- 7 test matchs avec l'équipe d'Afrique du Sud
- Sélections par année : 4 en 1949, 3 en 1951